# Permeacija
U fizici i inženjerstvu, permeacija (koja se naziva i prožimanje) je prodiranje permeata (fluida kao što je tečnost, gas ili para) kroz čvrstu materiju. Ovaj proces je direktno povezan sa gradijentom koncentracije permeata, unutrašnjom propusnošću materijala i difuzivnošću mase materijala. Permeacija je modelovana jednačinama kao što su Fikovi zakoni difuzije i može se meriti pomoću alata kao što je minipermeametar.

## Opis
Proces permeacije uključuje difuziju molekula, nazvanih permeant, kroz membranu ili interfejs. Permeacija deluje putem difuzije; permeant će se pomeriti sa visoke koncentracije na nisku koncentraciju preko interfejsa. Materijal može biti polupropustljiv, uz prisustvo polupropusne membrane. Samo molekuli ili joni sa određenim svojstvima će moći da difunduju kroz takvu membranu. Ovo je veoma važan mehanizam u biologiji gde se tečnosti unutar krvnog suda moraju regulisati i kontrolisati. Do prodiranja može doći kroz većinu materijala uključujući metale, keramiku i polimere. Međutim, propusnost metala je mnogo niža od one kod keramike i polimera zbog njihove kristalne strukture i poroznosti.
Permeacija je nešto što se mora pažljivo razmotriti u mnogim primenama polimera, zbog njihove visoke propustljivosti. Permeabilnost zavisi od temperature interakcije, kao i od karakteristika polimera i propusne komponente. Kroz proces sorpcije, molekuli permeanta mogu se apsorbovati ili desorbovati na interfejsu. Propustljivost materijala se može meriti brojnim metodama koje kvantifikuju propustljivost supstance kroz određeni materijal.
Permeabilnost usled difuzije se meri u SI jedinicama mol/(m･s･Pa) iako se Bareri takođe često koriste. Permeabilnost usled difuzije ne treba mešati sa permeabilnošću zbog protoka tečnosti u poroznim čvrstim materijama, što se meru u Darcima.

## Literatura
- Yam, K. L., Yam, Kit L. (22. 9. 2009). Encyclopedia of Packaging Technology. Wiley. ISBN 978-0-470-08704-6., John Wiley & Sons, 2009,
- Massey, L K, Massey, Liesl K. (јануар 2003). Permeability Properties of Plastics and Elastomers. Plastics Design Library/William Andrew Pub. ISBN 978-1-884207-97-6., 2003, Andrew Publishing,
- ASTM F1249 Standard Test Method for Water Vapor Transmission Rate Through Plastic Film and Sheeting Using a Modulated Infrared Sensor
- ASTM E398 Standard Test Method for Water Vapor Transmission Rate of Sheet Materials Using Dynamic Relative Humidity Measurement
- ASTM F2298 Standard Test Methods for Water Vapor Diffusion Resistance and Air Flow Resistance of Clothing Materials Using the Dynamic Moisture Permeation Cell
- F2622 Standard Test Method for Oxygen Gas Transmission Rate Through Plastic Film and Sheeting Using Various Sensors
- G1383: Standard Test Method for Permeation of Liquids and Gases through Protective Clothing Materials under Conditions of Intermittent Contact.
- Robb, W. L. (1968). „Thin silicone membranes – Their permeation properties and some applications”. Annals of the New York Academy of Sciences. 146 (1): 119. Bibcode:1968NYASA.146..119R. doi:10.1111/j.1749-6632.1968.tb20277.x..  Materials in, pp. 119–137 W. L. Robb
- Pharmaceutical Systems for Drug Delivery., David Jones; Chien YW. 2nd ed. New York: Marcel Dekker, Inc; 1993. Novel drug delivery systems.
- Malykh, O.V.; Golub, A.Yu.; Teplyakov, V.V. (2011). „Polymeric membrane materials: New aspects of empirical approaches to prediction of gas permeability parameters in relation to permanent gases, linear lower hydrocarbons and some toxic gases”. Advances in Colloid and Interface Science. 164 (1–2): 89—99. PMID 21094931. doi:10.1016/j.cis.2010.10.004..
- CheFEM 3 is Equation of State based FEM software for prediction of permeation of polymers and their composites, CheFEM 3 Software.